# Béhencourt
Béhencourt est une commune française située dans le département de la Somme en région Hauts-de-France.

## Géographie

### Localisation

#### Communes limitrophes
| Beaucourt-sur-l'Hallue | Bavelincourt | Baizieux    |
| Montigny-sur-l'Hallue  | Béhencourt   | Franvillers |
|                        | Fréchencourt | Lahoussoye  |

### Description
Béhencourt est un village périurbain picard de la vallée de l'Hallue dans l'Amiénois, situé à une quinzaine de kilomètres au nord-est d'Amiens et à la même distance à l'ouest d'Albert, à 22 km au sud-est de Doullens.
Il est aisément accessible par l'ex-route nationale 29 (actuelle RD 1029).
En 2019, la localité est desservie par les lignes d'autocars du réseau interurbain Trans'80 Hauts-de-France (ligne no 36).

### Hydrographie

#### Réseau hydrographique
La commune est située dans le bassin Artois-Picardie. Elle est drainée par la rivière d'Hallue, le Béhencourt et le Fréchencourt,.
L'Hallue, d'une longueur de 16 km, prend sa source dans la commune de Vadencourt et se jette  dans la Somme canalisée en limite des communes de Daours et de Vecquemont, après avoir traversé onze communes. Les caractéristiques hydrologiques de l'Hallue sont données par la station hydrologique située sur la commune. Le débit moyen mensuel est de 0,557 m3/s. Le débit moyen journalier maximum est de 3,28 m3/s, atteint lors de la crue du 28 avril 2001. Le débit instantané maximal est quant à lui de 3,48 m3/s, atteint le 27 avril 2001.

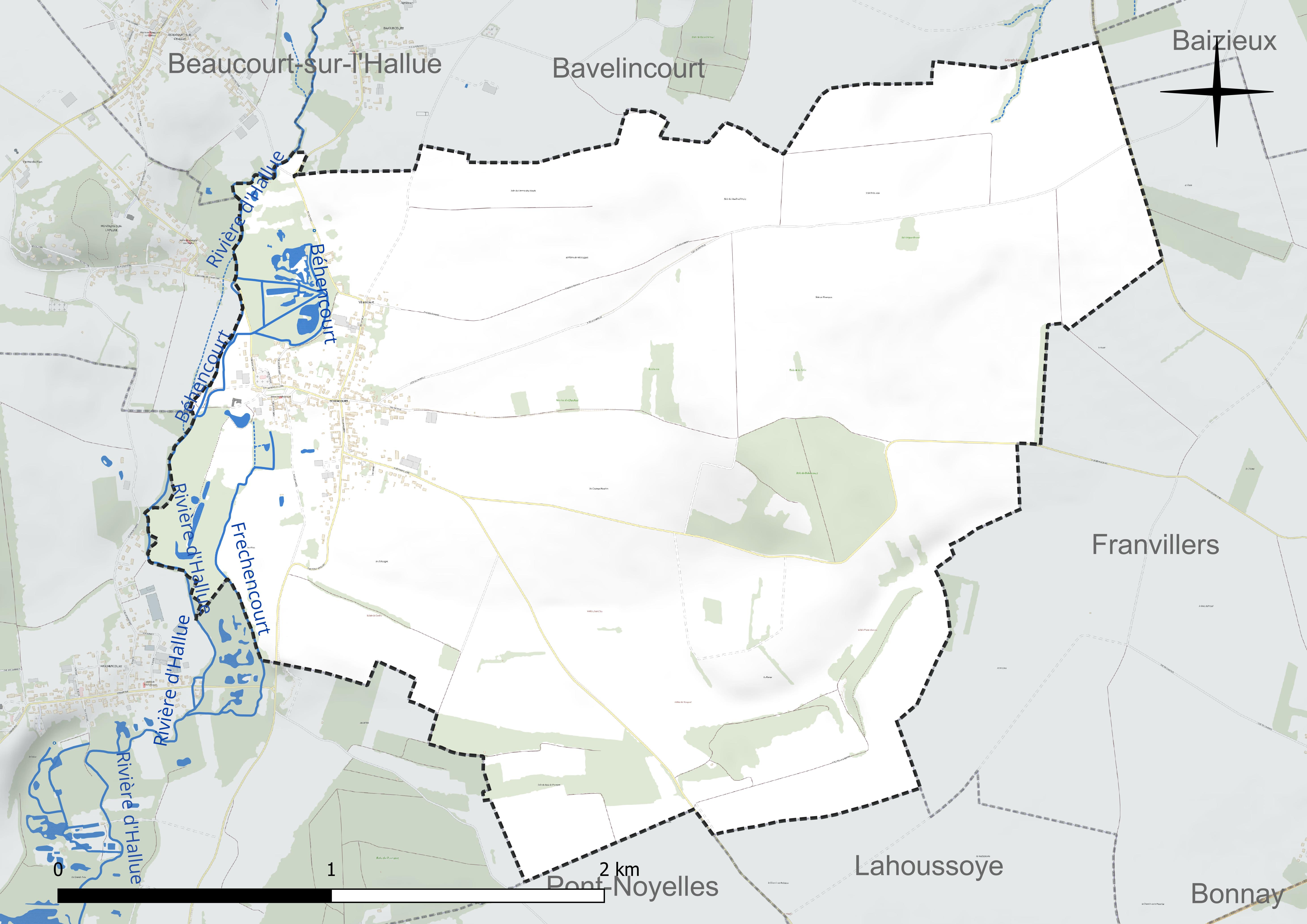
Réseau hydrographique de Béhencourt.

#### Gestion et qualité des eaux
Le territoire communal est couvert par le schéma d'aménagement et de gestion des eaux (SAGE) « Somme aval et Cours d'eau côtiers ». Ce document de planification concerne un territoire de 1 835 km2 de superficie, délimité par le bassin versant de la Somme canalisée. Le périmètre a été arrêté le 29 avril 2010 et le SAGE proprement dit a été approuvé le 6 août 2019. La structure porteuse de l'élaboration et de la mise en œuvre est le syndicat mixte d'aménagement hydraulique du bassin versant de la Somme (AMEVA).
La qualité des cours d'eau peut être consultée sur un site dédié géré par les agences de l'eau et l'Agence française pour la biodiversité.

### Climat
Pour des articles plus généraux, voir Climat des Hauts-de-France et Climat de la Somme.
En 2010, le climat de la commune est de type climat océanique dégradé des plaines du Centre et du Nord, selon une étude du CNRS s'appuyant sur une série de données couvrant la période 1971-2000. En 2020, Météo-France publie une typologie des climats de la France métropolitaine dans laquelle la commune est exposée à un climat océanique et est dans la région climatique Nord-est du bassin Parisien, caractérisée par un ensoleillement médiocre, une pluviométrie moyenne régulièrement répartie au cours de l'année et un hiver froid (3 °C).
Pour la période 1971-2000, la température annuelle moyenne est de 10,3 °C, avec une amplitude thermique annuelle de 13,6 °C. Le cumul annuel moyen de précipitations est de 742 mm, avec 12 jours de précipitations en janvier et 8,7 jours en juillet. Pour la période 1991-2020, la température moyenne annuelle observée sur la station météorologique la plus proche, située sur la commune de Glisy à 11 km à vol d'oiseau, est de 11,1 °C et le cumul annuel moyen de précipitations est de 646,6 mm,. Pour l'avenir, les paramètres climatiques de la commune estimés pour 2050 selon différents scénarios d'émission de gaz à effet de serre sont consultables sur un site dédié publié par Météo-France en novembre 2022.

## Urbanisme

### Typologie
Au 1er janvier 2024, Béhencourt est catégorisée bourg rural, selon la nouvelle grille communale de densité à sept niveaux définie par l'Insee en 2022.
Elle est située hors unité urbaine. Par ailleurs la commune fait partie de l'aire d'attraction d'Amiens, dont elle est une commune de la couronne,. Cette aire, qui regroupe 369 communes, est catégorisée dans les aires de 200 000 à moins de 700 000 habitants,.

### Occupation des sols
L'occupation des sols de la commune, telle qu'elle ressort de la base de données européenne d'occupation biophysique des sols Corine Land Cover (CLC), est marquée par l'importance des territoires agricoles (90,4 % en 2018), en diminution par rapport à 1990 (91,7 %). La répartition détaillée en 2018 est la suivante : 
terres arables (81,9 %), zones agricoles hétérogènes (8,5 %), zones urbanisées (4,1 %), zones humides intérieures (3 %), forêts (2,6 %). L'évolution de l'occupation des sols de la commune et de ses infrastructures peut être observée sur les différentes représentations cartographiques du territoire : la carte de Cassini (XVIIIe siècle), la carte d'état-major (1820-1866) et les cartes ou photos aériennes de l'IGN pour la période actuelle (1950 à aujourd'hui).

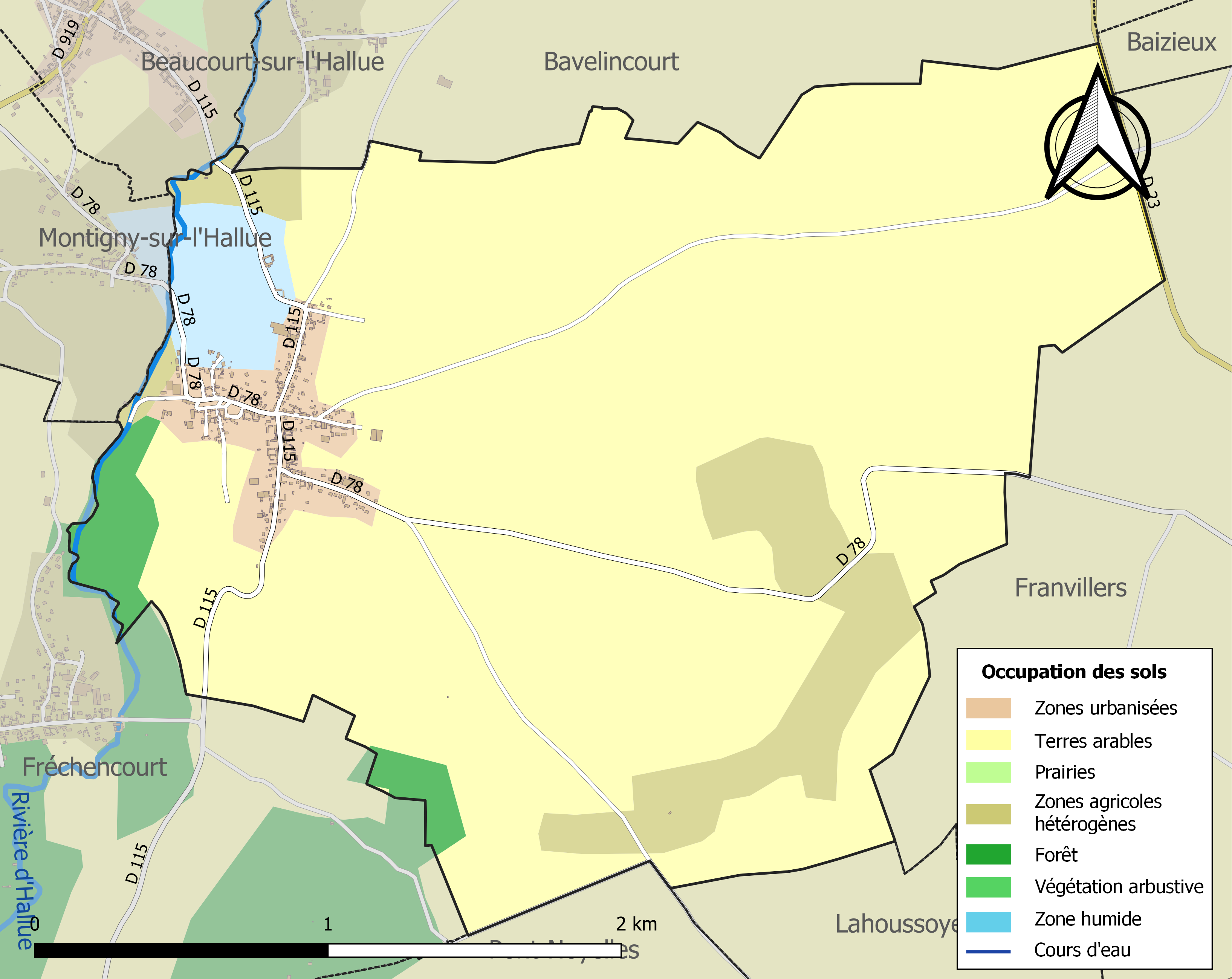
Carte des infrastructures et de l'occupation des sols de la commune en 2018 (CLC).

## Toponymie
Le nom de la localité est attesté sous les formes Behencort (1174) ; Behencurt (117.) ; Behencourt (1293) ; Beencourt (1302) ; Byencourt (1333) ; Behancourt (1567) ; Beancourt (1638) ; Béhancour (1733)
Comme pour les autres villages en « -court », le nom de la localité viendrait du nom d'un des « propriétaires » des lieux, apport germanique du VIe siècle.

## Histoire

### Préhistoire
Le site de Béhencourt a été peuplé dès la préhistoire comme le prouve la présence d'un polissoir de l'époque néolithique, trouvé sur le territoire de la commune. Il est signalé par l'archéologue Charles Joseph Pinsard et aujourd'hui conservé au musée de Picardie à Amiens.

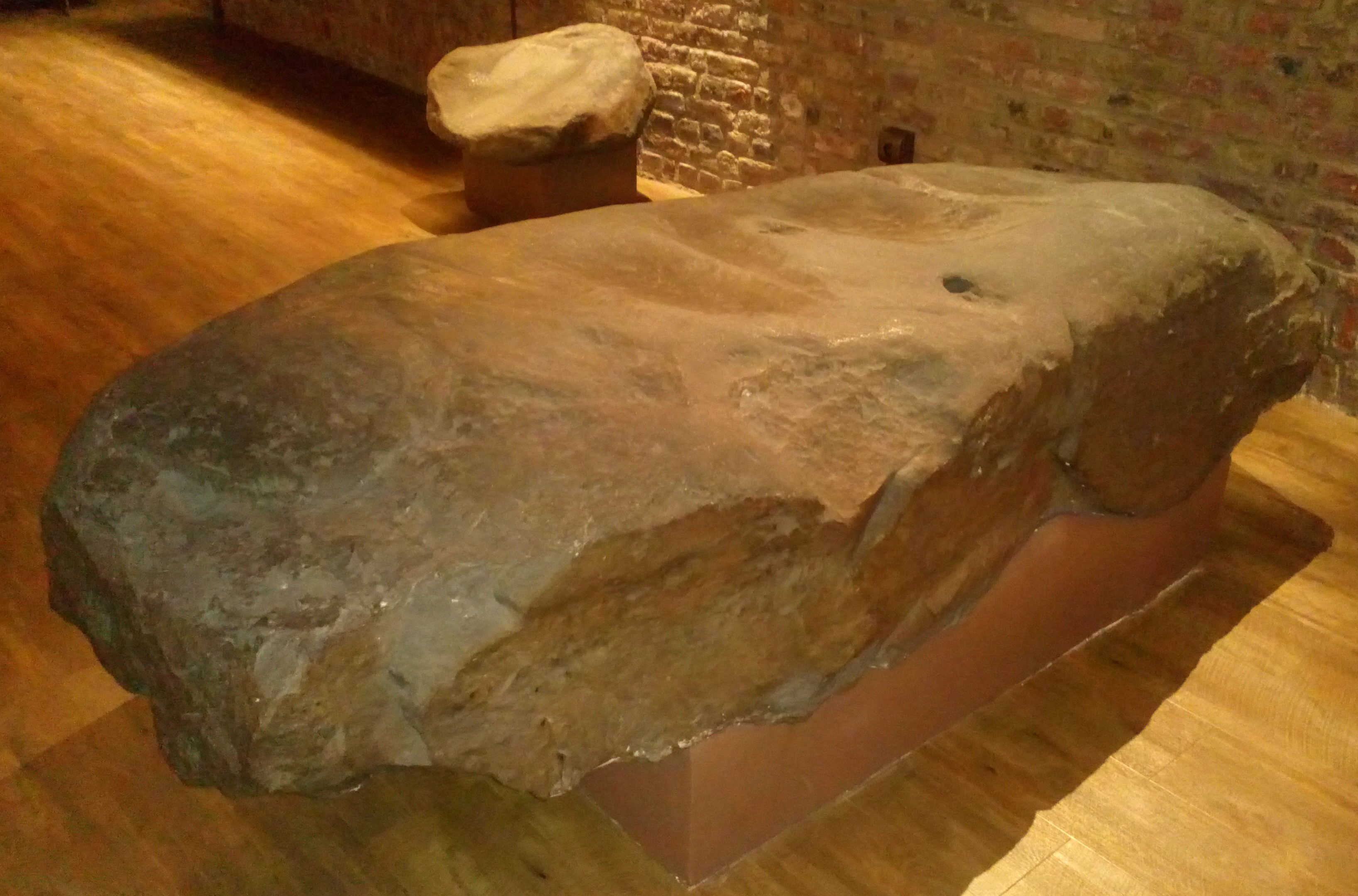
Le polissoir de Béhencourt, préservé au Musée de Picardie.

### Époque contemporaine
La commune a été concernée par la Bataille de l'Hallue, lors de la Guerre franco-allemande de 1870.
La commune dispose de deux monuments aux morts de cette guerre, celui des français morts pour la défense de la patrie et celui à la mémoire des gardes nationaux du Nord.

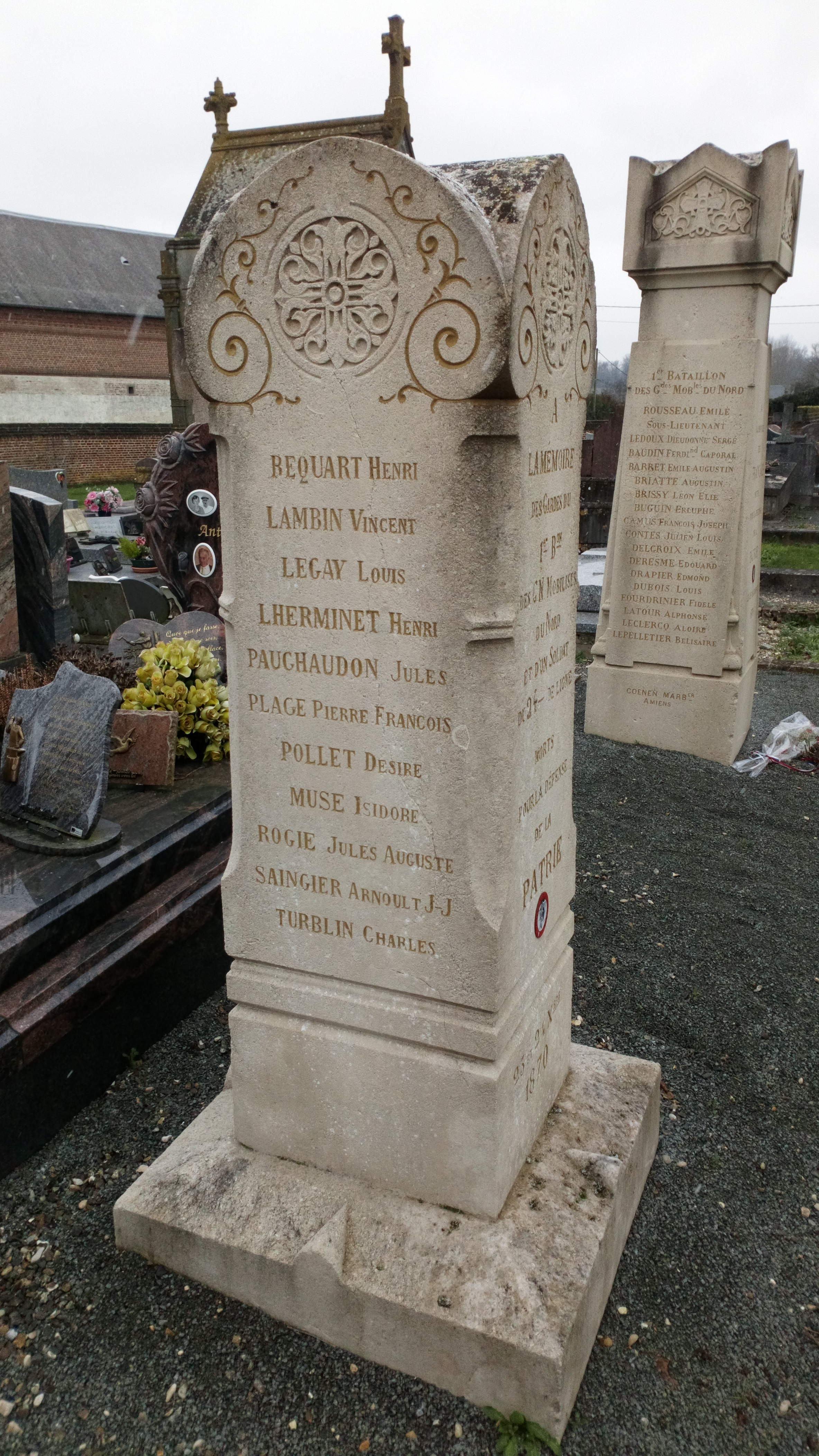
Les deux monuments
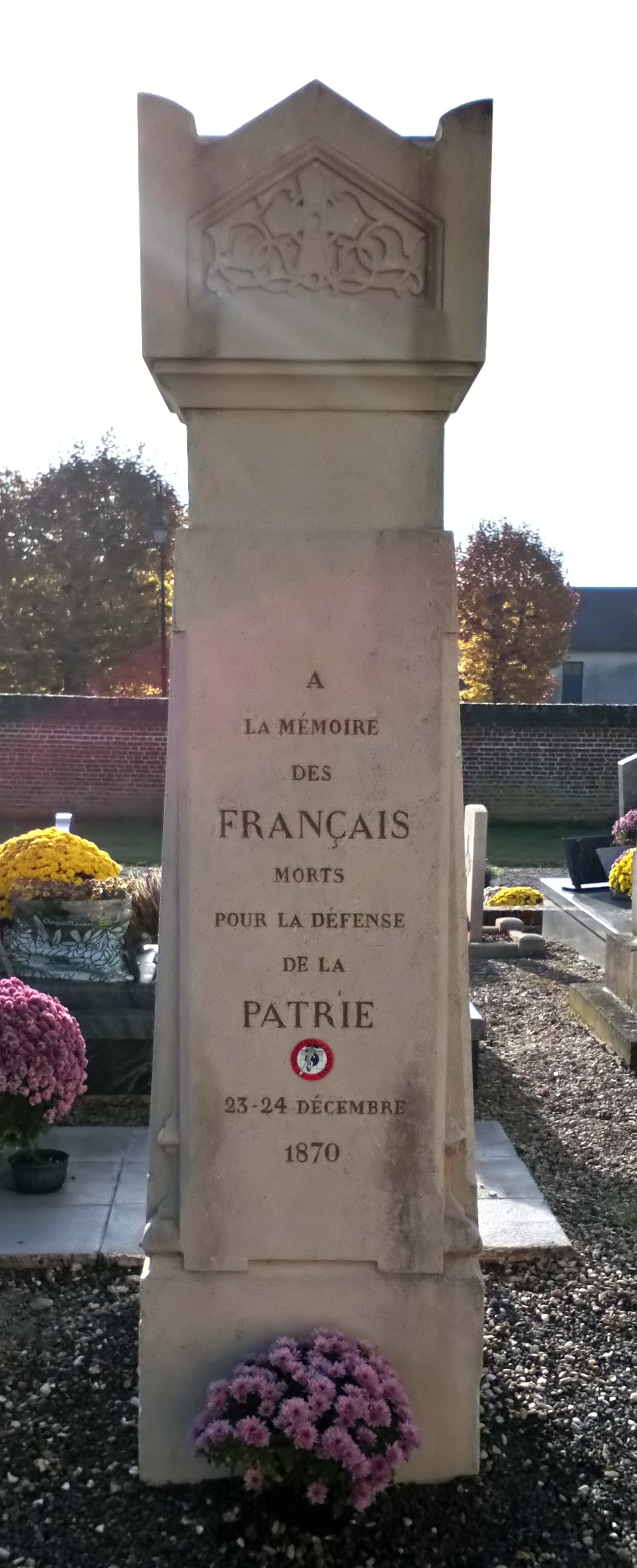
Monument des français
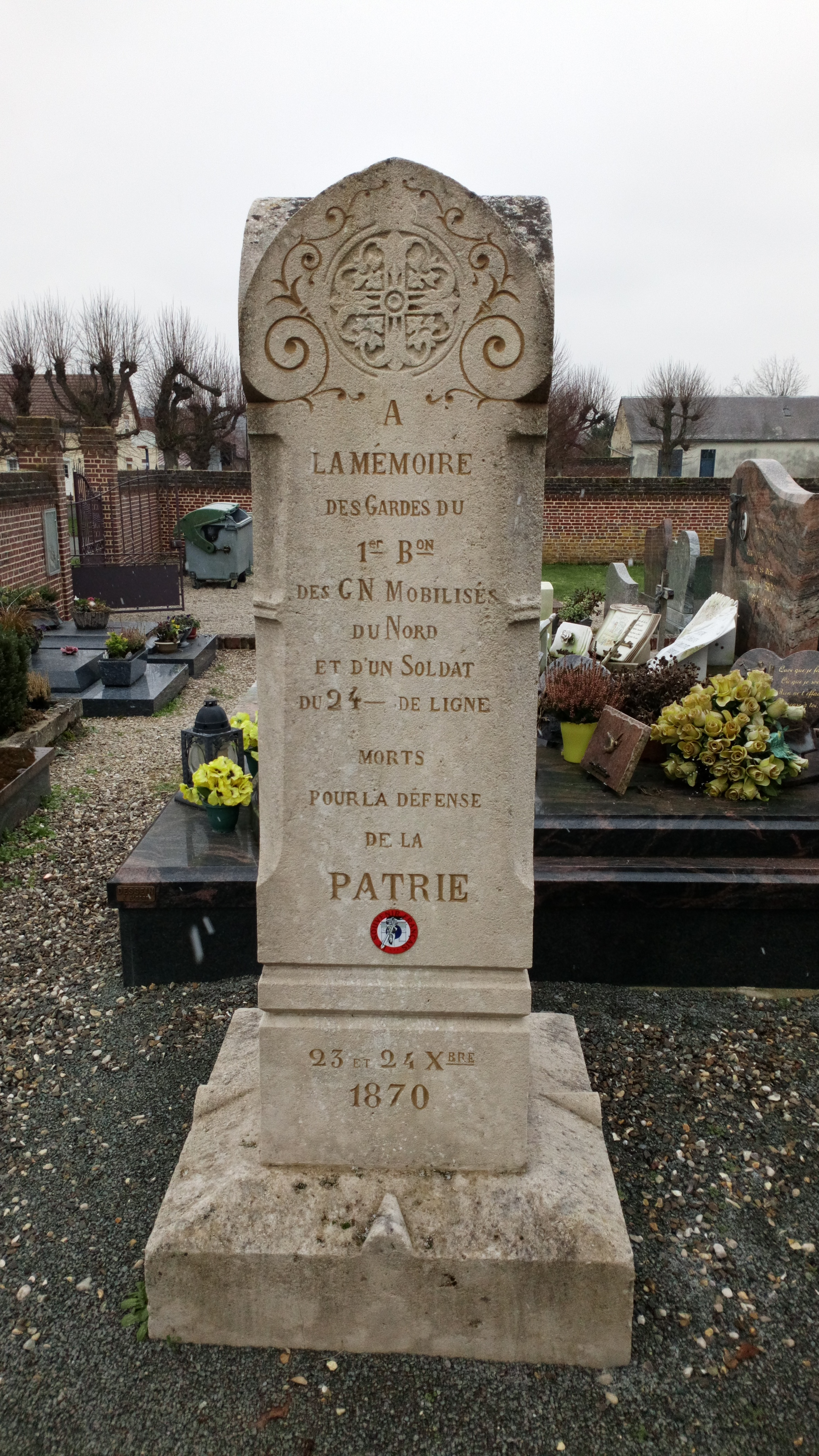
Monument des gardes nationaux

## Politique et administration
| Période                                  | Période                       | Identité          | Étiquette | Qualité                         |
| ---------------------------------------- | ----------------------------- | ----------------- | --------- | ------------------------------- |
| en cours en 1886                         |                               | Louis de la Haye  |           |                                 |
| Les données manquantes sont à compléter. |                               |                   |           |                                 |
| mars 1983                                | 2008                          | Gilles Wattel     |           |                                 |
| mars 2008                                | En cours (au 2 décembre 2020) | Philippe Plaisant |           | Réélu pour le mandat 2020-2026, |

## Démographie
L'évolution du nombre d'habitants est connue à travers les recensements de la population effectués dans la commune depuis 1793. Pour les communes de moins de 10 000 habitants, une enquête de recensement portant sur toute la population est réalisée tous les cinq ans, les populations de référence des années intermédiaires étant quant à elles estimées par interpolation ou extrapolation. Pour la commune, le premier recensement exhaustif entrant dans le cadre du nouveau dispositif a été réalisé en 2007.

En 2022, la commune comptait 306 habitants, en évolution de −8,66 % par rapport à 2016 (Somme : −1,26 %, France hors Mayotte : +2,11 %).
| 1793 | 1800 | 1806 | 1821 | 1831 | 1836 | 1841 | 1846 | 1851 |
| ---- | ---- | ---- | ---- | ---- | ---- | ---- | ---- | ---- |
| 505  | 473  | 608  | 604  | 696  | 675  | 664  | 647  | 630  |

| 1856 | 1861 | 1866 | 1872 | 1876 | 1881 | 1886 | 1891 | 1896 |
| ---- | ---- | ---- | ---- | ---- | ---- | ---- | ---- | ---- |
| 606  | 553  | 526  | 498  | 474  | 424  | 418  | 372  | 348  |

| 1901 | 1906 | 1911 | 1921 | 1926 | 1931 | 1936 | 1946 | 1954 |
| ---- | ---- | ---- | ---- | ---- | ---- | ---- | ---- | ---- |
| 314  | 302  | 273  | 212  | 207  | 213  | 216  | 214  | 212  |

| 1962 | 1968 | 1975 | 1982 | 1990 | 1999 | 2006 | 2007 | 2012 |
| ---- | ---- | ---- | ---- | ---- | ---- | ---- | ---- | ---- |
| 224  | 221  | 219  | 233  | 313  | 353  | 356  | 356  | 348  |

| 2017 | 2022 | - | - | - | - | - | - | - |
| ---- | ---- | - | - | - | - | - | - | - |
| 333  | 306  | - | - | - | - | - | - | - |

## Culture locale et patrimoine

### Lieux et monuments
- Église : L'église Saint-Martin de Béhencourt est un édifice flamboyant datant de la fin du XVIe siècle. Entourée de son cimetière, elle est construite en pierre du pays. Elle comporte une nef et un bas-côté du côté nord. 
La façade ouest, dans laquelle est ouvert un portail en plein cintre, incorpore une tour-porche fortement contrefortée et surmontée d'un clocher à quatre pans, peu élevé mais de bonnes proportions.

L'église Saint-Martin
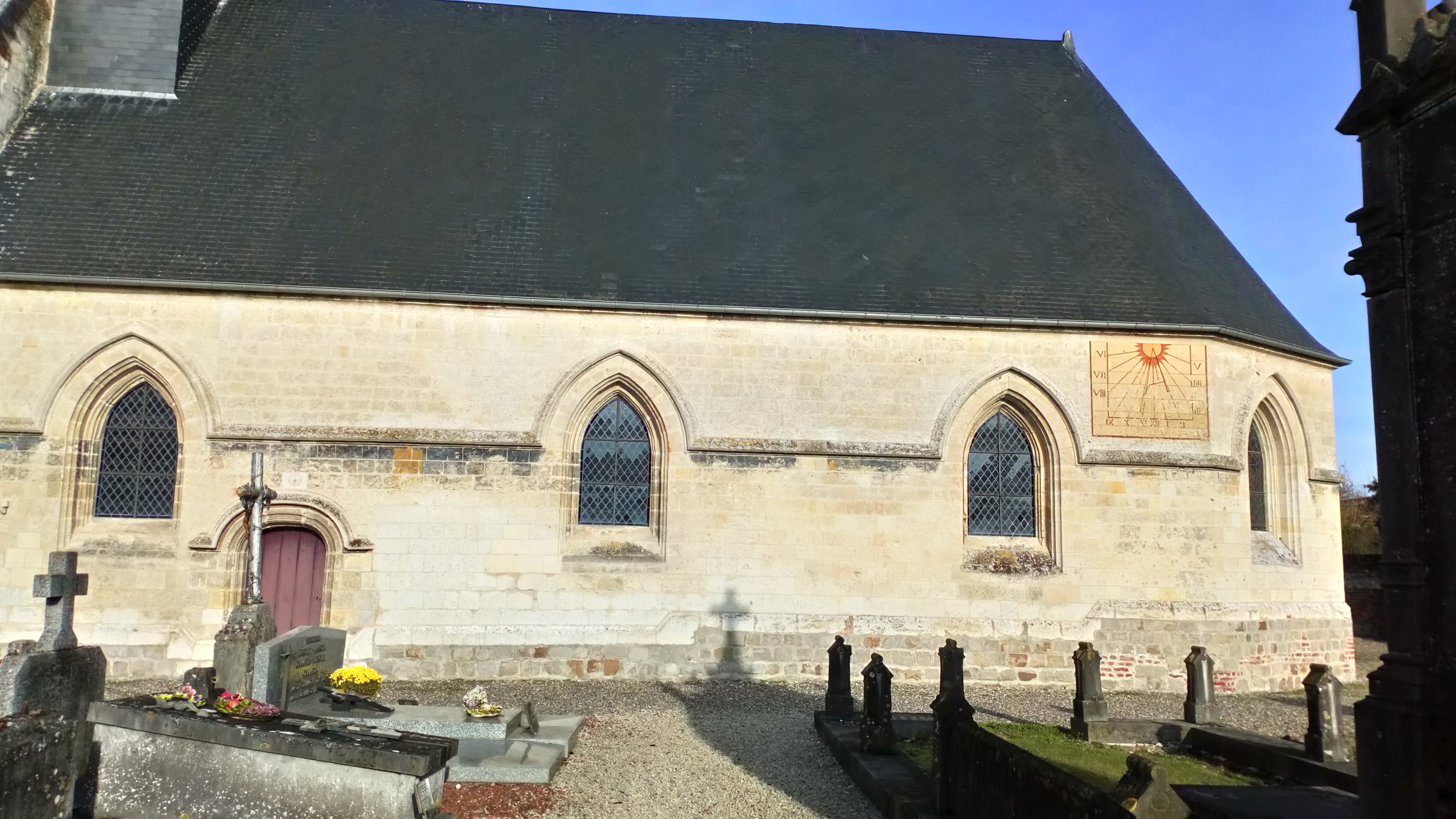
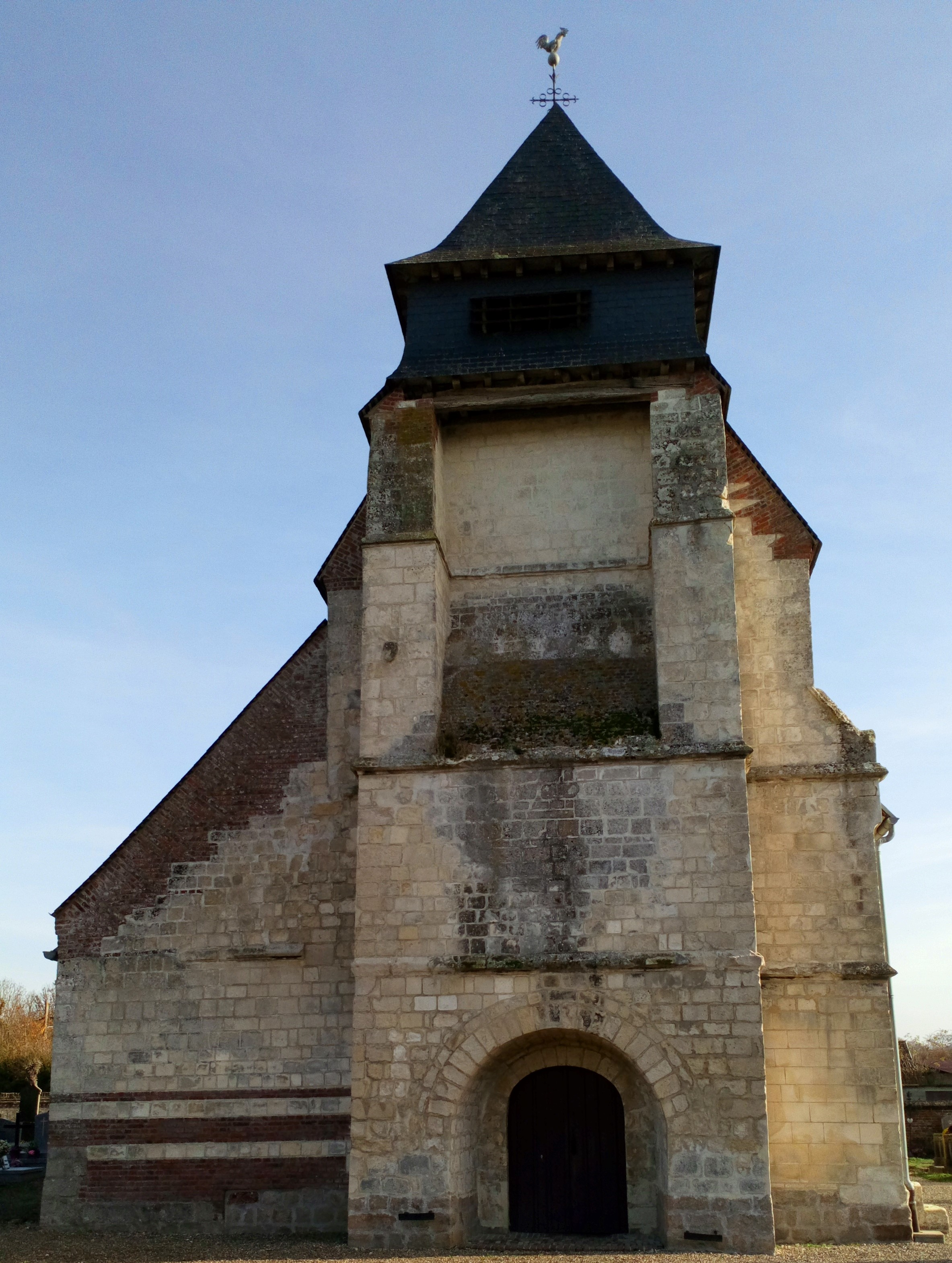
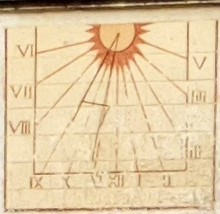
Cadran solaire de l'église

- Chapelle du XVe siècle : Datée de 1620, sur un soubassement de grès, elle est dédiée à Notre-Dame du Bon Secours. Son toit porte une croix en fer[28].

### Personnalités liées à la commune
- En 1789, le marquis de Lameth est seigneur de Béhencourt[Note 5].
- François Cagnard, né en 1812 à Béhencourt et décédé en 1881 à Amiens, médecin bienfaiteur du quartier Saint-Maurice d'Amiens.
Issu d'une famille de petits cultivateurs, il fait des études de médecine et reçoit son diplôme de médecin en 1836. Il fera construire le pont qui porte son nom en 1848 pour désenclaver le quartier[réf. nécessaire].

## Pour approfondir